# Gilles Blaser
Gilles Blaser (* 16. Dezember 1952 in Genthod) ist ein ehemaliger Schweizer Radrennfahrer und nationaler Meister im Radsport.

## Sportliche Laufbahn
Blaser war im Querfeldeinrennen (heutige Bezeichnung Cyclocross) und im Strassenradsport aktiv. 1979 gewann er die Silbermedaille bei den Cyclocross-Weltmeisterschaften der Profis hinter Albert Zweifel. 1980 wurde er 10. 1981 8., 1982 7., 1983 12., 1984 20. und 1985 17. der Weltmeisterschaftsrennen. 1977 kam er auf den 14. Platz, 1978 wurde er Zweiter hinter Roland Libouton (jeweils in den Amateurrennen). Bei den Schweizer Radquer-Meisterschaften 1984 und 1985 wurde er Zweiter hinter Albert Zweifel. Von 1979 bis 1986 war er Berufsfahrer. Blaser gewann einige Cyclocrossrennen. Dabei waren solche Traditionsrennen wie der Ziklokross Igorre.
Auf der Strasse hatte er keine Erfolge. 1979 wurde er 53. in der Tour de Suisse, 1980 36. der Rundfahrt.